# Kandet Kanté
Kandet Kanté là một ca sĩ gốc Guinea, nhập tịch để trở thành người Bờ Biển Ngà kể từ tháng 5 năm 2004. Sau bạo lực sau cuộc bầu cử của Guineas năm 2011, bà rời khỏi đất nước vì liên kết với tư cách là vợ của Me Patrice Baï, vệ sĩ của cựu tổng thống Laurent Gbagbo. bà có ba album bao gồm "The daughter of soundjata" mới nhất, đã mang lại cho bà chiếc cúp âm nhạc Mandingo hay nhất năm 2006 tại Conakry. Kandet hát ở Malinke, tiếng Pháp và Soussou. Đối với bà, "điều quan trọng là được hiểu bởi nhiều đối tượng". Tình yêu, sự hiệp nhất, những lời đồn đoán, tai họa làm khổ cả thế giới, những vấn đề tồn tại và niềm tin vào Chúa, là những chủ đề âm nhạc yêu thích của bà.

## Tiểu sử
Đối với Kandet Kanté, trở thành một ca sĩ tuyệt vời là ước mơ lớn nhất bà có được từ thời thơ ấu, đặc biệt khi bà là thành viên của một gia đình có tên tuổi lớn, đặc biệt là Mory Kanté, Manfila Kanté và Dianka Diabate. Khi còn là một đứa trẻ, bà đã thích ca hát và nhảy múa khi xem và đưa Jennifer Lopez và Janet Jackson làm người mẫu. Trước những khó khăn của cuộc sống hàng ngày trong khu phố mà bà lớn lên, Kandet thường rời lớp học trên đường phố. Có một lần, bà tiếp xúc với tiếng trống của "Panafricain", một đoàn vũ bàng châu Phi. Sự nghiệp của bà bắt đầu vào năm 1986 với đoàn kịch Abobo này đã thay đổi tên của họ nhiều lần, và tại một thời điểm được gọi là "Bộ đồng phục Milo".